# Бібліотека № 151
Бібліотека № 151 Деснянського району м. Києва.

## Адреса
02097 м. Київ, вулиця Сержа Лифаря, 8

## Характеристика
Площа приміщення бібліотеки — 117 м², Книжковий фонд — 22,0 тис.примірників. Щорічно обслуговує 2,6 тис. користувачів. кількість відвідувань за рік — 14.0 тис., книговидач — 62,0 тис. примірників.

## Історія бібліотеки
Бібліотека заснована у 1993 році. Бібліотечне обслуговування здійснюється шляхом застосування єдиного фонду через зали художньої та галузевої літератури, використовуються ВСО та МБА. Читачам надаються послуги індивідуального інформування.

## Фонди
- ділова інформація (закони, постанови, рішення Уряду України, фінанси, податки, нормативна база підприємства, бухгалтерський облік і аудит);
- енциклопедії та довідники з усіх питань;
- комерційна й рекламна інформація;
- видання для різних рівнів освіти;
- художня література на всі смаки: найкращі твори української та зарубіжної класики, сучасна проза, детективи, фантастика, жіночі романи;
- дитяча книга;
- аудіо-технічні засоби.